# Rafael Amorim
Rafael Leme Amorim (San Paolo, 30 luglio 1987) è un ex calciatore brasiliano, di ruolo difensore.

## Caratteristiche tecniche
È un difensore centrale.

## Carriera

### Club
Cresciuto nelle giovanili del Marítimo, ha esordito il 31 luglio 2011 con la maglia del Desp. Aves in un match di Taça da Liga vinto 1-0 contro l'Oliveirense.

## Statistiche

### Presenze e reti nei club
Statistiche aggiornate al 7 luglio 2017.
| Stagione              | Squadra               | Campionato            | Campionato | Campionato | Coppe nazionali | Coppe nazionali | Coppe nazionali | Coppe continentali | Coppe continentali | Coppe continentali | Altre coppe | Altre coppe | Altre coppe | Totale | Totale | Totale |
| Stagione              | Squadra               | Comp                  | Pres       | Reti       | Comp            | Pres            | Reti            | Comp               | Pres               | Reti               | Comp        | Pres        | Reti        | Pres   | Reti   |        |
| --------------------- | --------------------- | --------------------- | ---------- | ---------- | --------------- | --------------- | --------------- | ------------------ | ------------------ | ------------------ | ----------- | ----------- | ----------- | ------ | ------ | ------ |
| 2009-2010             | Marítimo B            | SD                    | 5          | 0          |                 | -               | -               |                    | -                  | -                  |             | -           | -           | 5      | 0      |        |
| 2010-2011             | Marítimo B            | SD                    | 29         | 1          |                 | -               | -               |                    | -                  | -                  |             | -           | -           | 29     | 1      |        |
| Totale Maritimo B     | Totale Maritimo B     | Totale Maritimo B     | 34         | 1          |                 | -               | -               |                    | -                  | -                  |             | -           | -           | 34     | 1      |        |
| 2011-2012             | Desp. Aves            | SL                    | 1          | 0          | TP+TL           | 1+2             | 0               |                    | -                  | -                  |             | -           | -           | 3      | 0      |        |
| 2013-gen. 2014        | Desp. Aves            | SL                    | 15         | 1          | TP+TL           | 3+3             | 0               |                    | -                  | -                  |             | -           | -           | 21     | 1      |        |
| Totale Desp. Aves     | Totale Desp. Aves     | Totale Desp. Aves     | 16         | 1          |                 | 9               | 0               |                    | -                  | -                  |             | -           | -           | 25     | 1      |        |
| gen.-giu. 2014        | Paços Ferreira        | PL                    | 1          | 0          | TP+TL           | 0               | 0               |                    | -                  | -                  |             | -           | -           | 1      | 0      |        |
| 2014-2015             | Paços Ferreira        | PL                    | 19         | 1          | TP+TL           | 1+2             | 0               |                    | -                  | -                  |             | -           | -           | 22     | 1      |        |
| Totale Paços Ferreira | Totale Paços Ferreira | Totale Paços Ferreira | 20         | 1          |                 | 3               | 0               |                    | -                  | -                  |             | -           | -           | 23     | 1      |        |
| 2015-gen. 2016        | Al-Mesaimeer          | SL                    | 13         | 0          | EQC+SJC+QSC     | 0               | 0               |                    | -                  | -                  |             | -           | -           | 13     | 0      |        |
| gen.-giu. 2016        | Belenenses            | PL                    | 7          | 0          | TP+TL           | 0+1             | 0               |                    | -                  | -                  |             | -           | -           | 8      | 0      |        |
| 2016-2017             | Tondela               | PL                    | 17         | 0          | TP+TL           | 1+0             | 0               |                    | -                  | -                  |             | -           | -           | 18     | 0      |        |
| Totale carriera       | Totale carriera       | Totale carriera       | 107        | 3          |                 | 14              | 0               |                    | -                  | -                  |             | -           | -           | 121    | 3      |        |